# White Lion (película)
White Lion es una película sudafricana dramática de 2010 dirigida por Michael Swan. Está protagonizada por John Kani.

## Sinopsis
Gisani es un joven cuya misión es proteger a un raro y magnífico cachorro de león blanco llamado Letsatsi. Después de sobrevivir a peligrosas aventuras, Letsati conoce a Nkulu, un león mayor que le muestra cómo sobrevivir en las salvajes tierras africanas. Con la ayuda de Nkulu, Letsati deja de ser un ingenuo cachorro para convertirse en un magnífico ejemplar adulto, cuyo mayor desafío será enfrentarse a un cazador.

## Reparto
- John Kani
- Thabo Malema
- AJ Van der Merwe
- Brendan Grealy
- Jamie Bartlett

## Lanzamiento
White Lion se estrenó el 6 de junio de 2010 en el Festival Internacional de Cine de Seattle.
Screen Media Films adquirió los derechos de distribución para la región norteamericana en septiembre del mismo año.

## Recepción
Lisa A. Goldstein de Common Sense Media la calificó con cuatro estrellas de cinco.